# Kosice
Kosice (in tedesco Großkositz) è un comune della Repubblica Ceca facente parte del distretto di Hradec Králové, nella regione omonima.

## Storia

### Simboli
Lo stemma è stato concesso il 18 marzo 2003. Scudo d'oro, alla torre quadrata, merlata, di rosso, sormontata dal merlo di nero, imbeccato di rosso.